# Botryllus puniceus
Botryllus puniceus är en sjöpungsart som beskrevs av Saito och Nagasawa 2003. Botryllus puniceus ingår i släktet Botryllus och familjen Styelidae. Inga underarter finns listade.